# Premis YoGa 2025
Els 35ns Premis YoGa foren concedits al "pitjoret" de la producció cinematogràfica de 2024 per Catacric la nit del 8 de febrer de 2025 "en un lloc cèntric de Barcelona" per un jurat anònim que ha tingut en compte les apreciacions, comentaris i suggeriments dels lectors de la seva web, i a diverses xarxes socials.

## Guardonats
| Secció           | Premi             | Nom                      | Guanyador |
| ---------------- | ----------------- | ------------------------ | --- |
| Cinema estranger | Pitjor pel·lícula | "Olvida-Meg"             | El que passa després de Meg Ryan                                                                             |
| Cinema estranger | Pitjor director   | "Con faldas y a lo loco" | Ridley Scott, per Gladiator 2                                                                                |
| Cinema estranger | Pitjor actor      | "Aranzels"               | Richard Gere, per Oh, Canada                                                                                 |
| Cinema estranger | Pitjor actriu     | "Bad Romance"            | Lady Gaga per Joker: Folie à Deux                                                                            |
| Cinema espanyol  | Pitjor pel·lícula | "Dos metres sota terra"  | Estación Rocafort de Luis Prieto                                                                             |
| Cinema espanyol  | Pitjor director   | "Montoya"                | Fernando Trueba, per Haunted Heart                                                                           |
| Cinema espanyol  | Pitjor actor      | "Pídeme lo que quieras"  | Antonio Resines, per Un lío de millones                                                                      |
| Cinema espanyol  | Pitjor actriu     | "Esa diva"               | Najwa Nimri, per La verge roja                                                                               |
| Especials        | Polèmica          | "Calladeta"              | Karla Sofía Gascón, per la seva ‘actuació’ a xarxes socials                                                  |
| Especials        | Un dels nostres   | "Una qüestió de temps"   | a lxs col·legues impuntuals en les passades de premsa i que, a més, usen els seus mòbils durant la projecció |